# جون واتسون (لاعب كريكت)
جون واتسون (22 أغسطس 1910 في المملكة المتحدة - 7 مارس 1980 في المملكة المتحدة) (بالإنجليزية: John Watson)‏ هو لاعب كريكت بريطاني وبريطاني (وحمل سابقاً جنسية المملكة المتحدة لبريطانيا العظمى وأيرلندا). لعب مع نادي مقاطعة سومرست للكريكت ‏.